# Harriet Weidemann Strøm
Harriet Weidemann Strøm (Frederikshald, 3 mei 1886 - onbekend) was een Noors zangeres. Haar zangstemkarakter was lyrische sopraan. 
Harriet werd geboren als tweede kind binnen het gezin van apotheker Martin Bertram Strøm en Anna Maria Hals. Haar tweede voornaam Weidemann is vernoemd naar haar overgrootmoeder. Tijdens de volkstelling van 1910 stond ze nog te boek als studerend. Ze kreeg les van Helene Achehoug en Albert Westwang. Ze vertrok naar Kopenhagen en kreeg daar les van de Deense zangpedagoog Viggo Forchhammer. Aldaar ontmoette ze ook Nina Hagerup en Edvard Grieg. Vanaf september 1914 trad ze op in bijvoorbeeld kerken. Ze ontmoette Mimmi Hviid en zong ook samen met haar. In 1916 trad ze op met Hildur Finstad op voor de vereniging van kantoormedewerkers. Haar professionele debuut vond plaats op 7 februari 1918 onder de paraplu van Gudrun-Sophie Schiøtz in de concertzaal van Brødrene Hals. Het programma was gevuld met puur Noors repertoire. Muziek van Halfdan Kjerulf, Johan Svendsen, Rikard Nordraak, Agathe Backer-Grøndahl, Edvard Grieg en Per Lasson werd gezongen, waarbij van Kjerulf ook enige duetten te horen waren. Achter de piano zat Johan Backer Lunde.
Op haar naam komt ook een compositie voor. Ze schreef de tekst bij een lied van Ragnar Danielsen.
Harriet Weidemann Strøm huwde schrijver, vertaler en fabrikant Sverre Waldemar Anker Ørn. Haar laatst bekende adres (1920) bevindt zich in Kopenhagen.